# Il nous faut
Il nous faut ist ein Song der französischen Sängerin Elisa Tovati und des belgischen Singer-Songwriters Tom Dice aus Tovatis drittem Studioalbum Le syndrome de Peter Pan (2011). Er erschien am 11. Mai 2011 als Musikdownload in Frankreich und erreichte Nummer 6 der französischen Albumcharts.

## Musikvideo
Begleitend zum Release von Il nous faut wurde am 20. Juni 2011 ein Musikvideo auf YouTube eingestellt.

## Kommerzieller Erfolg

### Chartplatzierungen
Am 21. Mai 2011 stieg Il nous faut auf Nummer 92 in die französischen Singlecharts ein, in der zweiten Woche kletterte der Song auf Platz 48, in der dritten auf 28, letzten Endes erreichte er Platz 6. In Belgien erreichte er Platz 1 und in der Schweizer Hitparade Platz 37.
| ChartsChartplatzierungen | Höchstplatzierung | Wochen |
| ------------------------ | ----------------- | ------ |
| Flandern (Ultratop)      | 1 (18 Wo.)        | 18     |
| Frankreich (SNEP)        | 6 (44 Wo.)        | 44     |
| Schweiz (IFPI)           | 36 (7 Wo.)        | 7      |
| Wallonie (Ultratop)      | 1 (24 Wo.)        | 24     |

| ChartsJahrescharts (2011) | Platzierung |
| ------------------------- | ----------- |
| Flandern (Ultratop)       | 29          |
| Frankreich (SNEP)         | 35          |
| Wallonie (Ultratop)       | 26          |

### Auszeichnungen für Musikverkäufe
In Belgien erhielt der Song Gold für 10.000 verkaufte Singles.
| Land/Region    | Auszeichnungen für Musikverkäufe (Land/Region, Auszeichnung, Verkäufe) | Verkäufe |
| -------------- | ---------------------------------------------------------------------- | -------- |
| Belgien (BRMA) | Platin                                                                 | 20.000   |
| Insgesamt      | 1× Platin ·                                                            | 20.000   |